# Morning Sun (canção)
"Morning Sun" é uma canção escrita por Kevin Andrews, Richard Scott e Robbie Williams, gravada pelo cantor Robbie Williams.
É o terceiro single do oitavo álbum de estúdio lançado a 9 de Novembro de 2009, Reality Killed the Video Star.

## Promoção
A 23 de Janeiro de 2010, Williams cantou nos NRJ Music Awards onde recebeu dois prémios, um na categoria "International Male Artist of the Year" e outro na categoria "NRJ Award of Honour".
A música foi apresentada na edição de 2010 dos BRIT Awards, onde Williams recebeu o "Outstanding Contribution to Music Award" a 16 de Fevereiro. "Morning Sun" foi também apresentado na edição de 2010 dos prémios Echo em Berlim a 4 de Março, onde ganhou o prémio na categoria "Best International Male Artist".

## Paradas
| Parada (2010)                    | Posições |
| -------------------------------- | -------- |
| Áustria- Ö3 Austria Top 40       | 57       |
| Bélgica - Ultratop 50 (Flandres) | 12       |
| Bélgica - Ultratop 40 (Valônia)  | 27       |
| Países Baixos - Acharts.us       | 19       |
| Alemanha - Media Control Charts  | 32       |
| Islândia                         | 4        |
| Polónia - Polish Music Charts    | 11       |
| Reino Unido - UK Singles Chart   | 45       |